# Craterestra lucina
Craterestra lucina là một loài bướm đêm trong họ Noctuidae.